# フランクリン・デラノ・ルーズベルト記念公園
フランクリン・デラノ・ルーズベルト記念公園（英: Franklin Delano Roosevelt Memorial）は、アメリカ合衆国の首都ワシントンD.C.にある、アメリカ合衆国第32代大統領フランクリン・デラノ・ルーズベルトを記念して建立された記念建造物である。

## 概要
ワシントンD.C.中心部のナショナル・モール南側にあるタイダルベイスンの畔に位置する。ランドスケープ・アーキテクトのローレンス・ハルプリンによって設計され、1997年に完成した。
石塀や滝などによって形づくられた散策路に、ルーズベルトが大統領に在任した12年間に起きた出来事や時々の大統領の姿を描写した銅像を配した構成となっている。
アメリカ合衆国国定記念建造物に指定されている。